# بیا که رایت منصور پادشاه رسید
غزلی با مطلعِ «بیا که رایت منصور پادشاه رسید» غزل شمارهٔ ۲۴۲ از دیوانِ حافظ در تصحیحِ محمد قزوینی و قاسم غنی است.

## در دیگر آثار هنری
هفده قطعهٔ خوشنویسی اثر سلطان‌علی قائنی متعلق به اواخر سدهٔ ۹ و اوایل سدهٔ ۱۰ ه‍.ق در یکی از مرقع‌های یعقوب‌بیک آق‌قویونلو به شماره‌های ۲۱۵۳ و ۲۱۶۰ و به‌سال ۸۸۳–۸۹۶ ه‍.ق/۱۴۷۸–۱۴۹۰ م موجود است. این مرقع در کتابخانهٔ توپکاپی‌سرای استانبول نگهداری می‌شود. در مرقع H2153 پانزده قطعه و در مرقع H2160 دو قطعه از جمله بیت‌هایی از غزل «بیا که رایت منصور پادشاه رسید / نوید فتح و بشارت به مهر و ماه رسید» از او وجود دارد که در سال ۸۸۲ ه‍.ق/۱۴۷۷ م در تبریز نوشته شده است. سه قطعه نیز از شیخ محمد متعلق به سدهٔ ۹ و ۱۰ ه‍.ق در مرقع H2153 از این غزل وجود دارد. تعدادی قطعه اثر میرعلی هروی در مرقع گلشن متعلق به زمان جهانگیر شاه گورکانی (۱۰۱۴–۱۰۳۷ ه‍.ق/۱۶۰۵–۱۶۲۷ م موجود است. این مرقع در کتابخانهٔ کاخ گلستان نگهداری می‌شود. میرعلی هروی در بعضی از این قطعه‌ها از این غزل بهره برده است.